# Phil Reavis
Philip Martin Reavis (* 10. Oktober 1936 in Cambridge, Massachusetts) ist ein ehemaliger US-amerikanischer Hochspringer.
Bei den Olympischen Spielen 1956 in Melbourne wurde er Siebter.
1957 wurde er US-Hallenmeister. Für die Villanova University startend holte er 1956 den NCAA-Titel.

## Persönliche Bestleistungen
- Hochsprung: 2,083 m, 31. Mai 1958, Villanova (Pennsylvania)
  - Halle: 2,089 m, 14. März 1958, Chicago